# Shirahama Kenki
Shirahama Kenki (白濱顕貴, Viet : Bạch Tân Hiển Quý ) fue un pirata japonés de finales del siglo XVI y principios del XVII, siendo uno de los primeros japoneses con los que los señores Nguyễn del sur de Vietnam se pusieron en contacto. 
Llegó por primera vez a la costa vietnamita en 1585, con cinco barcos, y comenzó a participar en incursiones piratas y asaltos costeros. Finalmente, fue expulsado por una flota de al menos diez barcos dirigidos por el sexto hijo del Señor Nguyễn Hoàng; dos de los barcos piratas fueron destruidos y Shirahama huyó. Se dice que los vietnamitas que encontró en ese momento lo confundieron con un occidental.
Catorce años después, en 1599, la embarcación de Shirahama naufragó cerca del puerto de Thuận An . El magistrado local, creyendo correctamente que era una especie de pirata o bandolero, atacó a Shirahama y murió en el intento. Luego, Shirahama fue encarcelado y Nguyễn Hoàng envió una misiva a Tokugawa Ieyasu, nuevo shōgun de Japón, preguntando cómo tratar con los marineros japoneses en el futuro. Este fue el primer contacto oficial entre los dos gobiernos y marcó el comienzo de una relación amistosa que duró varias décadas.